# Olesicampe ruficornis
Olesicampe ruficornis là một loài tò vò trong họ Ichneumonidae.